# Ишлинский, Александр Юльевич
Алекса́ндр Ю́льевич Ишли́нский (24 июля (6 августа) 1913, Москва — 7 февраля 2003, Москва) — советский и российский учёный-механик, организатор науки и педагог. Герой Социалистического Труда (1961), академик АН СССР (1960) и АН УССР (1948). Иностранный член британской Королевской инженерной академии (1966), Национального географического общества США (1967), Польской академии наук (1977), Чехословацкой академии наук (1977), член-корреспондент Мексиканской инженерной академии (1977), почётный член Международной академии истории науки (1981), почётный президент Российской инженерной академии и Международной инженерной академии. Депутат Совета Национальностей Верховного Совета СССР 9—11 созывов (1974—1989) от Латвийской ССР.
Председатель Всесоюзного совета научно-технических обществ (1970—1988), председатель правления Союза научных и инженерных обществ СССР (1988—1991). Член Ассамблеи Международного союза теоретической и прикладной механики (1976). С 1987 по 1991 годы — президент Всемирной федерации инженерных организаций.

## Биография
Александр Юльевич Ишлинский родился 24 июля (6 августа) 1913 года в Москве. Происходил из старинной дворянской семьи. Отец, Юлий Эдуардович, был техником-механиком; начал работу машинистом на железной дороге, во время русско-японской войны служил машинным квартирмейстером крейсера «Богатырь» и был лишён дворянского звания за участие в Кронштадтском восстании моряков 1906 года. Предки жили в Литве, родовое имение Ишлины находилось на Жямайтской возвышенности близ Пошиле (лит. Pašiliai) под Каунасом.
Мама Софья Ивановна Кириллова была в молодости модисткой в шляпном ателье.
Интерес к науке у А. Ю. Ишлинского проявился ещё в школьные годы, особенно сильным было увлечение радиотехникой. Уже в 1926 году была опубликована первая его статья «Штепсель для переключения на длинные и короткие волны» («Новости радио», 1926), где он описал изобретённый им оригинальный переключатель радиоприёмника. В 1928 году, сразу после окончания семилетней школы, А. Ю. Ишлинский поступил на электротехнические курсы, затем — в Московский электромеханический техникум имени Л. Б. Красина, который успешно окончил в 1930 году; после этого заведовал в техникуме кабинетом технического черчения, а в 1931—1938 гг. был преподавателем этого техникума. В 1931 году он, изучив экстерном программу первого курса, поступил сразу на второй курс в Московский университет. Одногруппником был будущий академик Ю. Н. Работнов.
Окончил механико-математический факультет Московского университета в 1935 году; руководителем его дипломной работы «Задача об эластике» был М. М. Филоненко-Бородич. В 1938 году защитил диссертацию «Трение качения» (о движении катка по релаксирующему и вязкопластическому грунту), получив степень кандидата физико-математических наук. Был оставлен в университете, где работал доцентом на кафедре теории упругости. В 1943 году защитил докторскую диссертацию на тему «Механика не вполне упругих и вязкопластических тел».
Одновременно с работой в МГУ преподавал в ряде вузов Москвы: в МВТУ, МЭИ, МФМИ, Московском индустриально-педагогическом институте, Военно-инженерной академии имени В. В. Куйбышева и др. В 1943—1945 гг. был заведующим кафедрой теоретической механики в Московском военно-инженерном училище. С 1940 года в течение 25 лет работал также в судостроении и приборостроительной промышленности, где начал заниматься теорией гироскопов и сложных гироскопических систем.
Член КПСС с 1940 года. С 1944 года — профессор МГУ.
В 1947 году по приглашению академика М. А. Лаврентьева переехал в Киев, где в 1948 году был избран академиком АН УССР и назначен директором Института математики АН УССР (1948—1955). В 1949—1955 годах он также работал профессором кафедры теории упругости Киевского университета. В 1955 году А. Ю. Ишлинский вернулся в Москву, но до последних дней жизни сохранял тесные творческие научные связи со своими киевскими коллегами и учениками.
Летом 1955 года А. Ю. Ишлинский принимает участие в экспедиции к Земле Франца-Иосифа. Изучив на практике поведение гироскопических приборов в условиях длительного плавания в полярных широтах, он построил строгую теорию гирогоризонткомпаса.
В 1950-х годах начинается активное участие А. Ю. Ишлинского в осуществлении ракетно-космических программ СССР, проводившихся под общим инженерным руководством Сергея Павловича Королёва. Александр Юльевич принимал — вместе с М. В. Келдышем — личное участие в работах Государственной комиссии, при подготовке и проведении большинства лётных испытаний ракет и первых запусков искусственных спутников Земли и других космических аппаратов на созданном в 1955 году космодроме Байконур. Наиболее тесно он сотрудничал с главными конструкторами Н. А. Пилюгиным и В. И. Кузнецовым.
Вошёл в первоначальный состав Национального комитета СССР по теоретической и прикладной механике (1956).
В 1956 году по предложению ректора МГУ И. Г. Петровского Александр Юльевич был назначен заведующим кафедрой прикладной механики мехмата МГУ и продолжал возглавлять её до самой смерти в 2003 году (в 1993 году название кафедры было изменено на «кафедра прикладной механики и управления»). Под его руководством на кафедре выросла научная школа по механике гироскопических и навигационных систем. Среди воспитанников кафедры — известные учёные: В. Д. Андреев, Е. А. Девянин, И. В. Новожилов, Н. А. Парусников, Д. М. Климов, Ю. К. Жбанов, В. В. Александров, Ю. Г. Мартыненко, М. Р. Либерзон и др.
На мехмате А. Ю. Ишлинский читал оригинальные курсы по общей механике, теории упругости и инерциальной навигации. Созданный им при активном участии В. И. Борзова и Н. П. Степаненко годовой курс «Динамика систем твёрдых тел и гироскопы» остаётся обязательным для студентов кафедры прикладной механики и управления (после кончины А. Ю. Ишлинского чтение курса перешло к Н. П. Степаненко и В. В. Тихомирову). Организовал спецсеминар по теории гироскопов.
Сыграл значительную роль в организации в 1959 году Института механики МГУ и был в 1959—1960 гг. его первым директором. С этого времени устанавливается продолжающееся и поныне тесное сотрудничество кафедры прикладной механики МГУ с Институтом механики.
10 июня 1960 года избран действительным членом АН СССР (с 1991 года — РАН). Профессор А. В. Аксёнов вспоминал, как А. Ю. Ишлинский на встрече со студентами механико-математического факультета МГУ в присутствии гроссмейстера Е. П. Геллера рассказывал историю «Шахматы спасли мне жизнь». 24 октября 1960 года Александр Юльевич находился на космодроме Байконур, где готовился первый пуск ракеты «Р-16». Пуск откладывался, и Ишлинский решил отлучиться, чтобы сыграть партию в шахматы. В это время на космодроме произошла катастрофа — ракета взорвалась на стартовой площадке, взрыв повлек за собой многочисленные человеческие жертвы среди готовившего ракету к старту персонала, погиб главнокомандующий РВСН Главный маршал артиллерии М. И. Неделин.
С 1965 года А. Ю. Ишлинский — директор вновь созданного Института проблем механики АН СССР (позднее — ИПМех РАН). Уйдя в 1990 году с поста директора, он остался почётным директором института (ныне носящего его имя), а руководство институтом перешло к его ученику — Д. М. Климову. Был членом редакционной коллегии журнала «Прикладная математика и механика», членом редакционной коллегии подсерии «Памятники истории науки» серии «Классики науки» РАН (издательство «Наука»). Вместе с А. И. Целиковым, Г. А. Николаевым и другими членами АН СССР принимал активное участие в создании Инженерной академии СССР.
Умер 7 февраля 2003 года. Похоронен на Введенском кладбище (20-й участок) в Москве.

## Научная деятельность
Основные труды А. Ю. Ишлинского относятся к общей механике, динамике твёрдого тела и гироскопов, теории систем инерциальной навигации, теории упругости, теории пластичности, механике систем с трением. В каждой из перечисленных областей им были получены основополагающие результаты, решены важные для практики сложнейшие проблемы. Он — автор фундаментальных исследований, создавший новые направления в тех разделах науки, которым посвятил свой талант учёного и инженера.
Как отмечал академик В. А. Садовничий, важнейшей особенностью научного творчества А. Ю. Ишлинского было свойственное Московской инженерно-механической школе Н. Е. Жуковского сочетание теоретической фундаментальности с инженерной интуицией, которое позволяет искусно решать сложные практические задачи и выявлять новые эффекты, опираясь на строгий математический подход.

### Механика деформируемого тела
Значительное влияние на общее направление исследований в области механики деформируемого твёрдого тела оказали ранние работы А. Ю. Ишлинского по построению и анализу моделей деформирования неупругих систем. Данные модели включали элементы сухого трения, упругие элементы и ограничители перемещений и использовались для анализа процесса деформирования во времени на стадии установления. Исследования А. Ю. Ишлинского в этой области предвосхитили этап систематического применения методов установления, наступивший во второй половине XX века. Важное значение имела выполненная в 1944 году работа А. Ю. Ишлинского о решении осесимметричной задачи идеальной пластичности (задачи о пробе Бринелля), в которой он впервые решил сложную конкретную задачу на основании представлений о полной и неполной пластичности. В этой работе было впервые достигнуто прекрасное совпадение решения пространственной упругопластической задачи с данными опытов, причём она долго оставалась единственным примером решения подобных задач.
С построением моделей релаксирующих сред тесно связаны работы А. Ю. Ишлинского, посвящённые изучению качения катка по деформируемому основанию (статья 1938 года и последующие работы). В этой задаче на основе конкретной модели не вполне упругого основания удалось, учитывая наличие кулонова трения в области проскальзывания, обосновать расположение зон сцепления и проскальзывания при качении. Исхода из предположения о независимости закона связи между напряжениями и деформациями от скорости деформирования, подтверждаемого экспериментально, А. Ю. Ишлинский составил в 1954 году замкнутую систему уравнений, описывающих плоское движение сыпучей среды, и изучил частные случаи одномерных осесимметричных движений песка.
В области теории упругости А. Ю. Ишлинский совместно с М. А. Лаврентьевым в 1949 году разработал оригинальную теорию динамической устойчивости. Позднее Ишлинский положил в основу исследования устойчивости упругих и неупругих систем анализ изменения во времени формы, связанного с ростом начальных отклонений, что дало возможность решить вопрос о потере устойчивости стержней и пластин при развитии высших гармоник. Именно постановке задач устойчивости с точки зрения теории упругости посвящена опубликованная в 1954 году вторая ключевая работа А. Ю. Ишлинского в данной области. Следуя Л. С. Лейбензону, он показал, что граничные условия надо выставлять на уже деформированной поверхности — вполне естественное в наше время требование, позволяющее получать решение вопросов устойчивости строгими методами теории упругости.

### Гироскопия и инерциальная навигация
Начиная с 1950-х годов А. Ю. Ишлинский публикует значительное число работ, в которых развивает теорию гироскопических приборов и устройств как систем взаимосвязанных твёрдых тел с учётом их конструктивных и технических особенностей, изучает динамику гироскопических систем в реальных условиях их эксплуатации. Он исследовал геометрию и кинематику систем гироскопической стабилизации, неголономные движения гироскопических систем, влияние вибраций на работу гироприборов. Результаты исследования уходов гироскопических систем при вибрациях и решение вопроса о жёсткости крепления приборов на корпусе подвижных ускоряющихся объектов оказались исключительно важными для практики. А. Ю. Ишлинским была предложена рациональная форма составления уравнений движения сложных гироскопических систем, образованных набором последовательно соединённых рамок кардановых подвесов, построена теория ряда гироскопических устройств: пространственного гироскопического компаса, двухгироскопной вертикали, гироскопического креновыравнивателя, гироскопического маятника и др. Изучил явления, связанные с упругими деформациями элементов конструкций гироскопических систем.
В исследованиях 1956—1957 годов, посвящённых анализу относительного равновесия физического маятника, теории гирогоризонткомпаса и двухгироскопной гировертикали, А. Ю. Ишлинский получил относительно простые и вполне строгие дифференциальные уравнения прецессионного движения в угловых переменных. Он установил основное условие невозмущаемости двухроторного гирокомпаса, при выполнении которого ось «центр тяжести — центр подвеса» гиросферы для произвольного движении точки подвеса по поверхности Земли направлена по геоцентрической вертикали, а векторная сумма собственных кинетических моментов обоих гироскопов лежит в горизонтальной плоскости и при этом ортогональна вектору абсолютной скорости точки подвеса. Условие имеет вид
{\displaystyle N=-{\frac {4B^{2}}{mlR}}\cos \varepsilon \,\sin \varepsilon ,}
где {\displaystyle N} — момент, создаваемый пружиной, {\displaystyle B} — модуль собственного кинетического момента одного гироскопа, {\displaystyle m} — масса гиросферы, {\displaystyle l} — её метацентрическая высота, {\displaystyle R} — радиус Земли, {\displaystyle \varepsilon } — угол разведения осей гироскопов. А. Ю. Ишлинским было также показано, что уравнения малых движений гирогоризонткомпаса не распадаются на две независимые подсистемы, а представляют собой единую систему из четырёх линейных дифференциальных уравнений с переменными коэффициентами; он получил решение данной системы в квадратурах при произвольном движении точки подвеса по поверхности Земли для случая, когда можно пренебречь отличием силы тяжести от силы гравитационного притяжения.
А. Ю. Ишлинскому принадлежит ставшая уже классической теорема о накоплении телесного угла («угла Ишлинского») (1952): если жёстко связанная с абсолютно твёрдым телом ось при движении тела описывает в неподвижной системе отсчёта замкнутую коническую поверхность и при этом проекция вектора угловой скорости тела на данную ось всё время остаётся равной нулю, то после возвращения этой оси в исходное положение тело окажется повёрнутым вокруг неё на угол, численно равный телесному углу описанного конуса. Теорема позволяет рассчитывать точность стабилизации различного рода подвижных объектов. Данный эффект, помимо механики гироскопических систем, нашёл применение в поляризационной оптике, в специальной теории относительности.
Полученные А. Ю. Ишлинским научные результаты оказали большое влияние на развитие отечественной морской и космической навигационной техники. Развил теорию инерциальной навигации на земной сфере. Он впервые систематически изложил математические основы способов инерциального управления полётом баллистических ракет. Результатом работ по созданию теории инерциальных навигационных систем явилось создание в СССР одной из первых мехатронных систем, в которых для управления движением подвижного объекта применялись счётно-решающие устройства.
В монографии «Инерциальное управление баллистическими ракетами» (1968) он получил решение важной задачи: показал, что задача трёхмерного пространственного управления ракетой распадается на две отдельные задачи — задачу удержания ракеты в плоскости стрельбы и задачу управления её движением в данной плоскости, причём последнюю задачу можно — за счёт выбора надлежащего управления тягой двигателя и надлежащей ориентации чувствительных элементов системы управления на стартовом участке траектории ракеты — разбить, в свою очередь, на две в значительной степени независимые одномерные задачи. Отсюда вытекает важный для практики вывод о слабой зависимости дальности полёта ракеты от разброса её скорости в момент выключения. В процессе разработки теории управления баллистическими ракетами А. Ю. Ишлинский нашёл красивое решение задачи об определении точного времени отсечки (выключения двигателя), которое позволило бы ракете в её дальнейшем неуправляемом движении достигнуть заданной цели.

### Общие вопросы механики
В области общей механики А. Ю. Ишлинским и его учениками была открыта и развита её новая глава — движение твёрдого тела, подвешенного на струне (абсолютно гибкой невесомой нити). В этой задаче отсутствуют случаи интегрируемости, но исследование возникновения различных бифуркаций стационарных движений и изучение условий их устойчивости представляют большой интерес. Весьма неожиданным оказалось, что в данной задаче рождение новой формы стационарного движения нередко не сопровождается потерей устойчивости старой формы. Эта область теоретических исследований также нашла ряд практических приложений (например, при расчёте быстроходных центрифуг, при динамической балансировке быстровращающихся твёрдых тел).
В своём творчестве Александр Юльевич неоднократно обращался к осмыслению научных достижений, к истории и методологии механики. Две его монографии специально посвящены основополагающим понятиям механики: это («Механика относительного движения и силы инерции» (1981) и «Классическая механика и силы инерции» (1987). Ему принадлежит ряд обзорных статей и докладов, часть которых собрана в книге «Механика: идеи, задачи, приложения» (1985). Круг вопросов, рассматриваемых в последней книге, весьма разнообразен; это — и историческое развитие механики, размышления о её достижениях, проблемах, её месте среди других естественных наук. Книга содержит замечательный очерк о Галилео Галилее, очерки об ушедших современниках, написанные с глубоким уважением к личностям и их научным достижениям. Для историко-методологических работ Александра Юльевича было характерно глубокое проникновение в суть обсуждаемых явлений, стремление дать полную и объективную историю вопроса.
Академик С. А. Христианович отмечал: «Я обнаружил… что Александр Юльевич — глубокий историк механики. Исследования его в этой области весьма разнообразны… Это — своеобразный гимн механике».
Большое значение придавал А. Ю. Ишлинский постановке высшего технического образования в стране. В 1964 году по его инициативе был создан Научно-методический совет по теоретической механике при Министерстве высшего и среднего специального образования СССР, а в 1965 году Александр Юльевич занял пост председателя этого совета, возглавляя его затем в течение многих лет (в 1991 году председателем совета по рекомендации А. Ю. Ишлинского стал Ю. Г. Мартыненко, а сам Александр Юльевич был в последние годы своей жизни почётным председателем совета). Совет координировал научную и методическую деятельность кафедр теоретической механики вузов страны, регулярно проводил совещания-семинары заведующих кафедрами, студенческие олимпиады, издавал Сборник научно-методических статей по теоретической механике. Руководя работой совета, Александр Юльевич всегда подчёркивал и отстаивал исключительную роль теоретической механики как базовой фундаментальной дисциплины, борясь с многочисленными попытками сократить её преподавание или даже вовсе исключить её из вузовских программ.

## Награды и премии
- Звание «Герой Социалистического Труда» (1961) — за большие успехи, достигнутые в развитии ракетной промышленности, науки и техники, успешное осуществление первого в мире полёта советского человека в космическое пространство на корабле-спутнике «Восток»[47][48]
- Орден Ленина (1956, 1973, 1981)[27]
- Орден Октябрьской Революции (1975)[48]
- Орден Трудового Красного Знамени (1957, 1969)[27]
- Орден «Знак Почёта» (1954)[27]
- Орден Дружбы народов (4 августа 1993 года) — за большой вклад в развитие механики и теории управления, подготовку высококвалифицированных кадров для отечественной науки и плодотворную общественную деятельность[49]
- Благодарность Президента Российской Федерации (13 октября 1998 года) — за выдающиеся заслуги в научной деятельности[50]
- Орден «Кирилл и Мефодий» I степени (НРБ, 1970)[12]
- Ленинская премия (1960)[7]
- Государственная премия СССР (1981)[51]
- Государственная премия Российской Федерации (1996) — за цикл работ «Динамика твёрдого тела на струне и смежные задачи» (в составе группы учёных)[52]
- Премия имени Н. Н. Острякова (Минсудпром СССР, 1975)[9]
- Премия имени А. Н. Динника (АН УССР, 1981)[7]
- Заслуженный профессор МГУ (1994)[27]
- Заслуженный профессор КГУ (1989)[27]

## Семья
- Первая жена — Наталья Владимировна Запорожец, музыковед[53]
- Вторая жена — Наталья Петровна Степаненко, учёный в области механики, преподаватель кафедры прикладной механики механико-математического факультета МГУ

## Публикации
А. Ю. Ишлинский опубликовал более 200 работ, в том числе 10 монографий.

### Монографии
- Ишлинский А. Ю. . Механика специальных гироскопических систем. — Киев: Изд-во АН УССР, 1952. — 432 с.
- Ишлинский А. Ю. . Механика гироскопических систем. — М.: Изд-во АН СССР, 1963. — 482 с.
- Ишлинский А. Ю. . Инерциальное управление баллистическими ракетами. — М.: Наука, 1968. — 142 с.
- Ишлинский А. Ю. . Ориентация, гироскопы и инерциальная навигация. — М.: Наука, 1976. — 670 с.
- Ишлинский А. Ю., Борзов В. И., Степаненко Н. П. . Лекции по теории гироскопов. — М.: Изд-во Моск. ун-та, 1983. — 248 с.
- Ишлинский А. Ю. . Механика относительного движения и силы инерции. — М.: Наука, 1981. — 191 с.
- Ишлинский А. Ю. . Механика: идеи, задачи, приложения. — М.: Наука, 1985. — 624 с.
- Ишлинский А. Ю. . Классическая механика и силы инерции. — М.: Наука, 1987. — 320 с.
- Ишлинский А. Ю., Стороженко В. А., Темченко М. Е. . Вращение твёрдого тела на струне и смежные задачи. — М.: Наука, 1991. — 330 с. — ISBN 5-02-006660-5.
- Александров В. В., Воронин Л. И., Глазков Ю. Н., Ишлинский А. Ю., Садовничий В. А. . Математические задачи имитации аэрокосмических полётов. — М.: Изд-во Моск. ун-та, 1995. — 160 с. — ISBN 5-211-03336-1.
- Ишлинский А. Ю., Ивлев Д. Д. . Математическая теория пластичности. — М.: Физматлит, 2001. — 704 с. — ISBN 5-9221-0141-2.
- Ишлинский А. Ю. Теоретическая механика Архивная копия от 26 августа 2019 на Wayback Machine.
- Ишлинский А. Ю. Классическая механика и силы инерции Архивная копия от 26 августа 2019 на Wayback Machine.
- Ишлинский А. Ю., Чёрный Г.Г. Основы теории оптимального проектирования конструкций Архивная копия от 26 августа 2019 на Wayback Machine.

### Некоторые статьи

#### Динамика твёрдого тела и гироскопов
- Ишлинский А. Ю.  Об относительном равновесии физического маятника с подвижной точкой опоры // Прикл. математика и механика. — 1956. — Т. 20, вып. 3. — С. 297—308.
- Ишлинский А. Ю.  К теории гирогоризонткомпаса // Прикл. математика и механика. — 1956. — Т. 20, вып. 4. — С. 487—499.
- Ишлинский А. Ю.  К теории гироскопического маятника // Прикл. математика и механика. — 1957. — Т. 21, вып. 1. — С. 3—14.
- Ишлинский А. Ю., Стороженко В. А., Темченко М. Е.  К исследованию устойчивости высокоскоростной центрифуги на электромагнитной подвеске // Изв. РАН. Механика твёрдого тела. — 1998. — № 3. — С. 197—208.

#### Инерциальная навигация
- Ишлинский А. Ю.  Об уравнениях задачи определения местонахождения движущегося объекта посредством гироскопов и измерителей ускорений // Прикл. математика и механика. — 1957. — Т. 21, вып. 6. — С. 725—739.
- Ишлинский А. Ю.  Геометрическое рассмотрение устойчивости решения основной задачи инерциальной навигации // Инженерный журнал. Механика твёрдого тела. — 1968. — № 3. — С. 12—16.
- Бойчук О. Ф., Ишлинский А. Ю., Стороженко В. А.  Построение функции Ляпунова для совокупности уравнений основной задачи инерциальной навигации // Изв. АН СССР. Механика твёрдого тела. — 1975. — № 5. — С. 13—18.

#### Механика систем с трением
- Ишлинский А. Ю.  Трение качения // Прикл. математика и механика. — 1938. — Т. 2, вып. 2. — С. 245—260.
- Ишлинский А. Ю., Крагельский И. В.  О скачках при трении // Журнал технической физики. — 1944. — Т. 14, вып. 4/5. — С. 276—282.
- Ишлинский А. Ю., Соколов Б. Н., Черноусько Ф. Л.  О движении плоских тел при наличии сухого трения // Изв. АН СССР. Механика твёрдого тела. — 1981. — № 4. — С. 17—28.
- Ишлинский А. Ю., Крагельский И. В., Алексеев Н. М., Блюмен А. В., Добычин М. И.  Проблемы изнашивания твёрдых тел в аспекте механики // Трение и износ. — 1986. — Т. 7, № 4. — С. 581—592.
- Грудев А. И., Ишлинский А. Ю., Черноусько Ф. Л.  О движении точки по вращающейся шероховатой плоскости // Прикл. математика и механика. — 1989. — Т. 53, вып. 3. — С. 372—381.

#### Теория упругости
- Лаврентьев М. А., Ишлинский А. Ю.  Динамические формы потери устойчивости упругих систем // Доклады Академии наук. — 1949. — Т. 64, № 6. — С. 779—782.
- Ишлинский А. Ю.  Рассмотрение вопросов об устойчивости равновесия упругих тел с точки зрения математической теории упругости // Украинский математический журнал. — 1954. — Т. 6, № 2. — С. 140—146.
- Баничук Н. В., Ишлинский А. Ю.  О некоторых особенностях задач устойчивости и колебаний прямоугольных пластин // Прикл. математика и механика. — 1995. — Т. 59, вып. 4. — С. 620—625.

#### Теория пластичности
- Ишлинский А. Ю.  Об устойчивости вязко-пластического течения полосы и круглого прута // Прикл. математика и механика. — 1943. — Т. 7, вып. 2. — С. 109—130.
- Ишлинский А. Ю.  Осесимметричная задача пластичности и проба Бринелля // Прикл. математика и механика. — 1944. — Т. 8, вып. 3. — С. 201—224.
- Ишлинский А. Ю.  Общая теория пластичности с линейным упрочнением // Украинский математический журнал. — 1954. — Т. 6, № 3. — С. 314—324.
- Ишлинский А. Ю.  О плоском движении песка // Украинский математический журнал. — 1954. — Т. 6, № 4. — С. 430—441.
- Баренблатт Г. И., Ишлинский А. Ю., Черноусько Ф. Л.  Об ударе вязко-пластического стержня о жёсткую преграду // Прикл. математика и механика. — 1962. — Т. 26, вып. 3. — С. 497—502.
- Ивлев Д. Д., Ишлинский А. Ю., Максимова Л. А.  Условия изотропии и обобщённый ассоциированный закон пластического течения // Доклады Академии наук. — 2000. — Т. 371, № 1. — С. 49—51.
- Ивлев Д. Д., Ишлинский А. Ю.  Статически определимые соотношения теории пластичности и предельное состояние и разрушение тел // Изв. РАН. Механика твёрдого тела. — 2003. — № 3. — С. 84—90.

## Память
- Имя А. Ю. Ишлинского носит Институт проблем механики РАН.
- Проводятся юбилейные конференции памяти А. Ю. Ишлинского.
- Российским национальным комитетом по теоретической и прикладной механике в 2013 г. учреждена премия имени академика А. Ю. Ишлинского (с медалью)[54]. Присуждаются ежегодно на основании открытого конкурса гражданам Российской Федерации за выдающиеся научные достижения в области общей и прикладной механики. Учреждена также премия имени академика А. Ю. Ишлинского для молодых учёных, возраст лауреата не должен превышать 35 лет на момент присуждения премии.

## Воспоминания современников
Во время наших гуляний по Сан-Франциско Александр Юльевич спросил меня о назначении металлической прорези между трамвайными рельсами. Я рассказал, что … по причине крутизны улиц нет надежды на достаточное сцепление колес трамвая с рельсами, поэтому … под землей помещен механизм с зубчатыми шестеренками, а из самого трамвая … опускается металлический стержень с зубчатой шестеренкой для сцепления с зубчаткой в прорези… Александр Юльевич тут же лег на землю между рельсами и стал вглядываться в прорезь… Трамвай остановился метрах в 20 от нас, вагоновожатый вышел и подошел ко мне. Я сказал, что величайший в мире ученый-механик изучает трамвайную систему. Вагоновожатый передал пассажирам свою интерпретацию «Нобелевский лауреат проводит экспертизу трамвайной системы Сан-Франциско. Нужно подождать». Минут через пять Александр Юльевич поднялся и сказал «Это замечательная механическая система». Я перевел вагоновожатому, а он — пассажирам «Нобелевский лауреат сказал, что все в порядке, можем ехать»… Вокруг щелкали фотоаппараты, вагоновожатый готов был лопнуть от распиравшего его счастья. Это был один из огромного числа людей, которых Александр Юльевич одарил радостью, как умел только он